# Éthiopianisme
 (août 2016).
Si vous disposez d'ouvrages ou d'articles de référence ou si vous connaissez des sites web de qualité traitant du thème abordé ici, merci de compléter l'article en donnant les références utiles à sa vérifiabilité et en les liant à la section « Notes et références ».
L'éthiopianisme  est la sacralisation de l'Éthiopie et des Éthiopiens. C'est un mouvement apparu à la fin du XVIIIe siècle, avec la diffusion de la King James Version de la Bible. Les Noirs y sont désignés comme Éthiopiens et l'Éthiopie comme nouvelle Sion, citée à de nombreuses reprises : « Des princes sortiront d'Égypte, l'Éthiopie bientôt tendra ses mains vers Dieu », psaume LXVIII (68), 31. Cette version de la Bible a été diffusée dans les colonies britanniques, dont les futurs États-Unis et la Jamaïque. C'est notamment « grâce à l'Église baptiste d'Éthiopie, fondée vers 1787 en Jamaïque par George Liele, un ancien esclave noir venu des États-Unis » que le mouvement se répand dans le Sud des États-Unis et dans les Caraïbes.
Avec cette relecture de la Bible, Liele critique la lecture exclusivement blanche et incite ses disciples à relire le texte en prenant soin de noter les mentions de l'Afrique. « Retombant régulièrement sur la mention de l'Ethiopie, qui désigne l'ensemble de l'Afrique noire, les éthiopianistes sentent que cette terre, sacrée dans le passé, est aussi porteuse d'un espoir de renaissance et de délivrance liée à une volonté divine »
De plus, dans sa dimension mystico-religieuse, la dynastie salomonide, qui revendique de descendre de Salomon et de la reine de Saba, et dont ferait partie Haïlé Sélassié, est évocatrice pour un chrétien.

## Origine
En 1896, la victoire d'Adoua fait de Menelik II une figure majeure et de l'Éthiopie un pays qui reste indépendant au milieu de l'Afrique colonisée. Au début du XXe siècle, l'Éthiopie jouit d'une aura mystique et puissante pour les populations noires du monde entier, et plus précisément de Jamaïque et de New-York, lieux d'échanges culturels et intellectuels. Comme l'indique l'historien Amzat Boukari-Yabara : « Les Noirs des Amériques réalisent que l'État éthiopien incarne de manière concrète, et non plus spirituelle, la résistance à la domination raciale et coloniale des Blancs. »
Après le sacre de ras Tafari Makonnen sous le nom d'Haïlé Sélassié (Pouvoir de la Trinité), l'éthiopianisme prend une nouvelle forme, incarnée. Le pouvoir est rapproché des dieux et l'assimilation des deux figures commence quelques années après le faste des cérémonies de novembre 1930. 

## Les changements du début des années 1930
La victoire d'Adoua n'a cependant de retentissement que dans les cercles d'intellectuels et assez peu auprès du large public. Ce n'est que dans les années 1920 - 1930, notamment sous l'impulsion de Marcus Garvey que l'éthiopianisme, considéré désormais comme une « solidarité pan-nègre : tous les Noirs doivent s'unir autour de l'Éthiopie.», mettant la figure du souverain d'Éthiopie comme un véritable messie pouvant amener la libération de millions de Noirs. 
Dès 1933, le Jamaïcain Leonard Percival Howell commence à diffuser des photos de l'empereur. C'est à cette date que commence le culte associé à Haïlé Sélassié Ier. Leonard P. Howell est souvent considéré comme le premier rasta puisqu'il semble être le premier à avoir divinisé le nouvel empereur, caractéristique des rastas. Howell sera d'ailleurs arrêté pour discours « séditieux et blasphématoires » puis condamné par le pouvoir colonial en 1935 pour avoir « annoncé le retour du Messie »,.
La conquête de l'Éthiopie par l'Italie en 1936 amène des réactions au nom de la « communauté noire mondiale ». George Padmore, célèbre intellectuel trinidadien, écrit :  « La prise brutale de l'Éthiopie, jointe à l'attitude cynique des grandes puissances, convainquit les Africains et les peuples d'ascendance africaine du monde entier que les Noirs n'avaient pas de droits que les Blancs se croiraient obligés de respecter, si ces droits gênaient leurs intérêts impérialistes […] En constatant ainsi leur manque total de défense contre la nouvelle agression perpétrée en Afrique par des Européens, les Noirs ont jugé nécessaire de s'occuper d'eux-mêmes ». On retrouve dans les années 1935-1936 certains des thèmes évoqués au début des années 1920 par l'UNIA (Universal Negro Improvement Association and African Communities League) de Marcus Garvey : séparation raciale forte, retour en Afrique et unité des populations noires du monde entier. Garvey a été vu comme un précurseur, mais un précurseur radical.
C'est à Harlem qu'une communauté noire, caribéenne et issue des États du Sud, prépare des réponses à l'agression italienne. Des associations se créent pour soutenir la cause éthiopienne et défendre les Noirs, notamment le Provisionnal Comitee for the Defense of Ethiopia.
C'est à Harlem que les communautés noire et italienne s'affrontent à l'occasion du match de boxe entre Joe Louis et l'italien Primo Carnero.

## L'EWF, de Bath à New-York
Il est possible de voir dans la création de l'Ethiopian World Federation (en) (EWF), l'aboutissement de la politique new-yorkaise de rapprochement avec l’Éthiopie et son leader exilé. En effet, c'est le premier pas du gouvernement éthiopien en faveur des populations noires d'outre-Atlantique. Encore active aujourd'hui, bien que fragile, cette association est née en 1936 de l'initiative populaire d'un ensemble d'associations noires américaines. Trois délégués furent envoyés à la rencontre de l'empereur, à Bath. En réponse, Haïlé Sélassié chargea Melaku Beyen de fonder l'EWF. Ce dernier était l'un des premiers Éthiopiens parti faire des études en Amérique, il était donc lui-même un point de liaison entre les deux continents puisqu'il possédait les deux cultures. On pourrait même parler de trois continents puisque l'Europe avait sa place, en tant qu'agresseur pour l'Italie et qu'acteur pour l'Angleterre. Comme l'indique Joseph Harris,  c'était un moment historique, le premier résultat d'une mission entièrement destinée et conduite par des Afro-Américains dans l'objectif de s'opposer à l'agression conduite par une nation européenne sur le sol africain. Melaku créa un organe de presse, Voice of Ethiopia, dont le premier numero sortit en 1937.
L'EWF avait inscrit dans sa constitution de « promouvoir l'amour et la bonne volonté entre les Éthiopiens qu'ils soient chez eux ou à l'étranger afin de maintenir l'intégrité et la souveraineté de l'Éthiopie ». Il est possible d'y voir un rapport avec le slogan de Garvey : « Africans at home and abroad ». 
Le but était de regrouper l'ensemble des forces vives de la planète prêtes à œuvrer pour l’Éthiopie. Il fallait trouver une aide désintéressée hors des Européens. L'objectif de Sélassié et Melaku était de réussir à convaincre des techniciens noirs d'agir en faveur de leurs « parents » noirs africains. L'association réussit à s'implanter un peu partout. « En 1940 on trouvait 22 branches actives de l'EWF, dont un certain nombre en Amérique Latine et dans les Caraïbes ».
On peut voir dans la création et la réussite de l'EWF la prise de conscience par Hailé Sélassié qu'il n'était pas possible de compter uniquement sur les Européens. L'implantation du premier groupe à New-York est symbolique, non pas d'un basculement, mais d'un léger déplacement des intérêts éthiopiens. C'est le mouvement rasta, à travers l'aventure de la musique reggae et le succès planétaire de Bob Marley, qui a popularisé l'Éthiopie en en faisant la nouvelle Sion ou Zion. Le pays, idéalisé par les rastas, devient une représentation de l'Afrique dans son ensemble. L'importance du reggae dans la diffusion des icônes rasta est primordiale.

## L'union africaine
Il n'est pas anodin que le siège de deux des trois grandes institutions de l'Union africaine se trouvent à Addis-Abeba, capitale de l’Éthiopie.